# Євдокія (фільм)
«Євдокія» (грец. Ευδοκία) — один з найвідоміших та найважливіших фільмів грецького кінематографу режисера Алексіса Даміаноса. 

## Сюжет
Головними героями фільму є сержант та повія Євдокія, які одружуються після короткого періоду пристрасної ідилії. Проте дуже скоро, під впливом суспільства, їхні стосунки погіршуються, а чоловік прагне розірвати відносини, але невдало. Пара живе на місцевості, оточеній яскравим світлом, скелями, голим пейзажем та військовими навчаннями сержанта. Разом з тим вони обоє проявляють чуттєвість один до одного. Сама ж Євдокія і притягує, і відштовхує сержанта. Дрібнобуржуазне середовище, люмпенські елементи, соціальна периферія та дрібні інтриги душать молоду пару: очевидно вони хочуть повстати проти цього буденного порядку речей, але їм це так і не вдається.

## Аналіз
З усім, що рухається серед сильної чуттєвості, жорстокості, грубості та тотальної строгості, ця «прозаїчна» історія допускає розмах древньої трагедії. Внутрішня боротьба протагоністів, конфлікт бажань та цінностей, простий стиль розповіді, енергійний темп, та безпосередність роблять фільм однією з найбільш робіт грецького кінематографу. В Греції фільм також відомий через популярну композицію «Зейбекіко Євдокії», написану Маносом Лоїзосом.

## Визнання
1986 року Грецька асоціація кінокритиків визнала «Євдокію» найкращим грецьким фільмом за всю історію.

## У ролях
- Марія Васіліу — Євдокія
- Йоргос Кутузіс — Йоргос Пасхос
- Кула Агагіоту — Марія Кутрубі
- Христос Зорбас — Йоргос